# Meerschaum Vale
Meerschaum Vale est un village australien situé dans la zone d'administration locale du comté de Ballina, dans la région des Rivières du Nord dans l'État de Nouvelle-Galles du Sud, en Australie.
Meerschaum Vale est situé à 12 km au sud-ouest de Ballina, au sud de Rous, à l'ouest d'Uralba et de Wardell Est et au nord-est de Lismore.
La population s'élevait à 937 habitants en 2016.